# Castillo de Vadstena

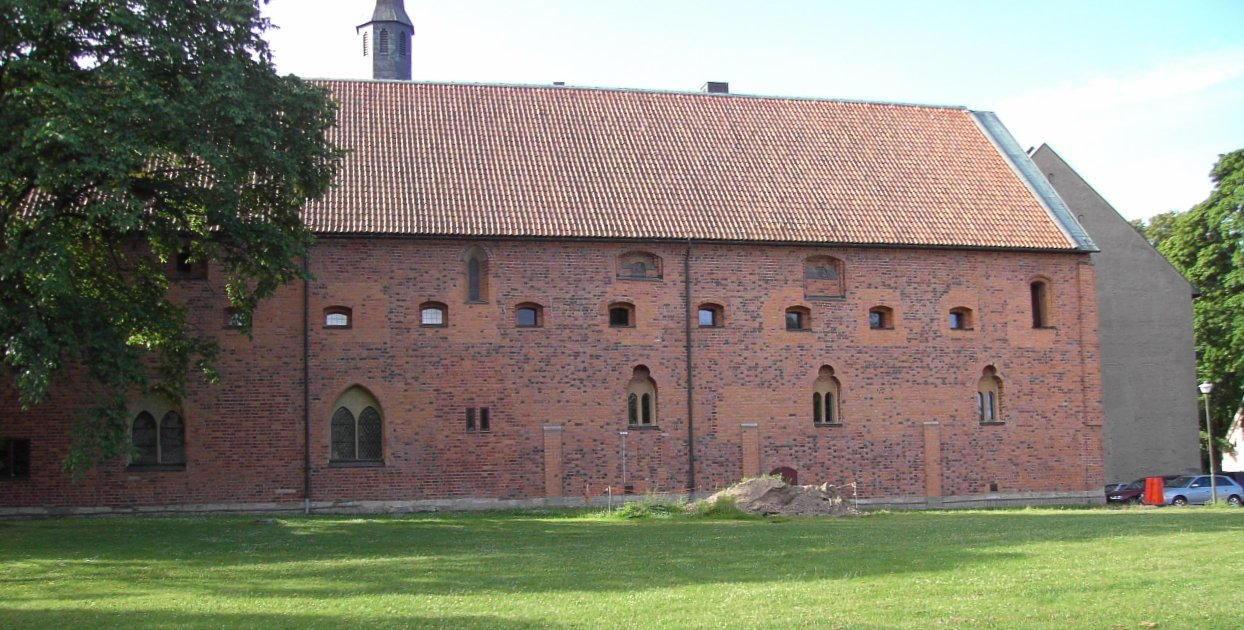
La casa real del en Vadstena, originalmente un palacio del placer. Más tarde una parte del convento de Vadstena

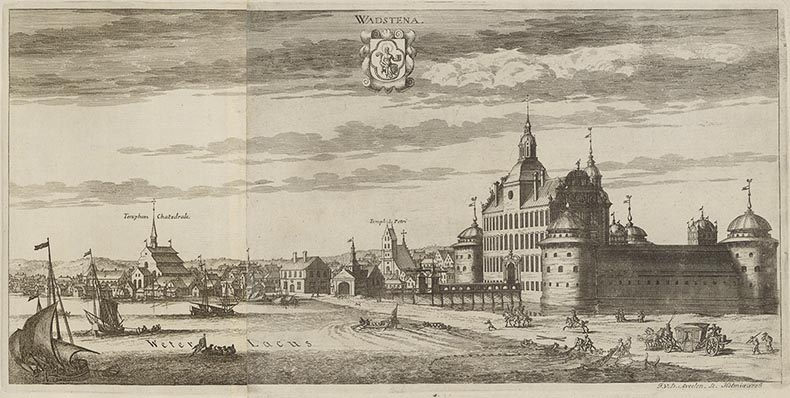
Vadstena en el, Suecia antiqua et hodierna

El castillo de Vadstena es un antiguo castillo real en Gotia Oriental (en sueco: Östergötland) localizado en la ciudad de Vadstena al lado del lago Vättern. Fue construido por el rey Gustavo I de Suecia como una fortaleza y casa real en el siglo XVI. Actualmente, el castillo alberga el archivo regional del estado. 

## Historia
En el siglo XII Vadstena era un pueblo pequeño, donde su lugar al lago Vättern, tenía un función importante como nave de la infraestructura sueca. Se ha construido una casa real.
- Datos: Q1757808
- Multimedia: Vadstena slott / Q1757808